# Hirschfleisch

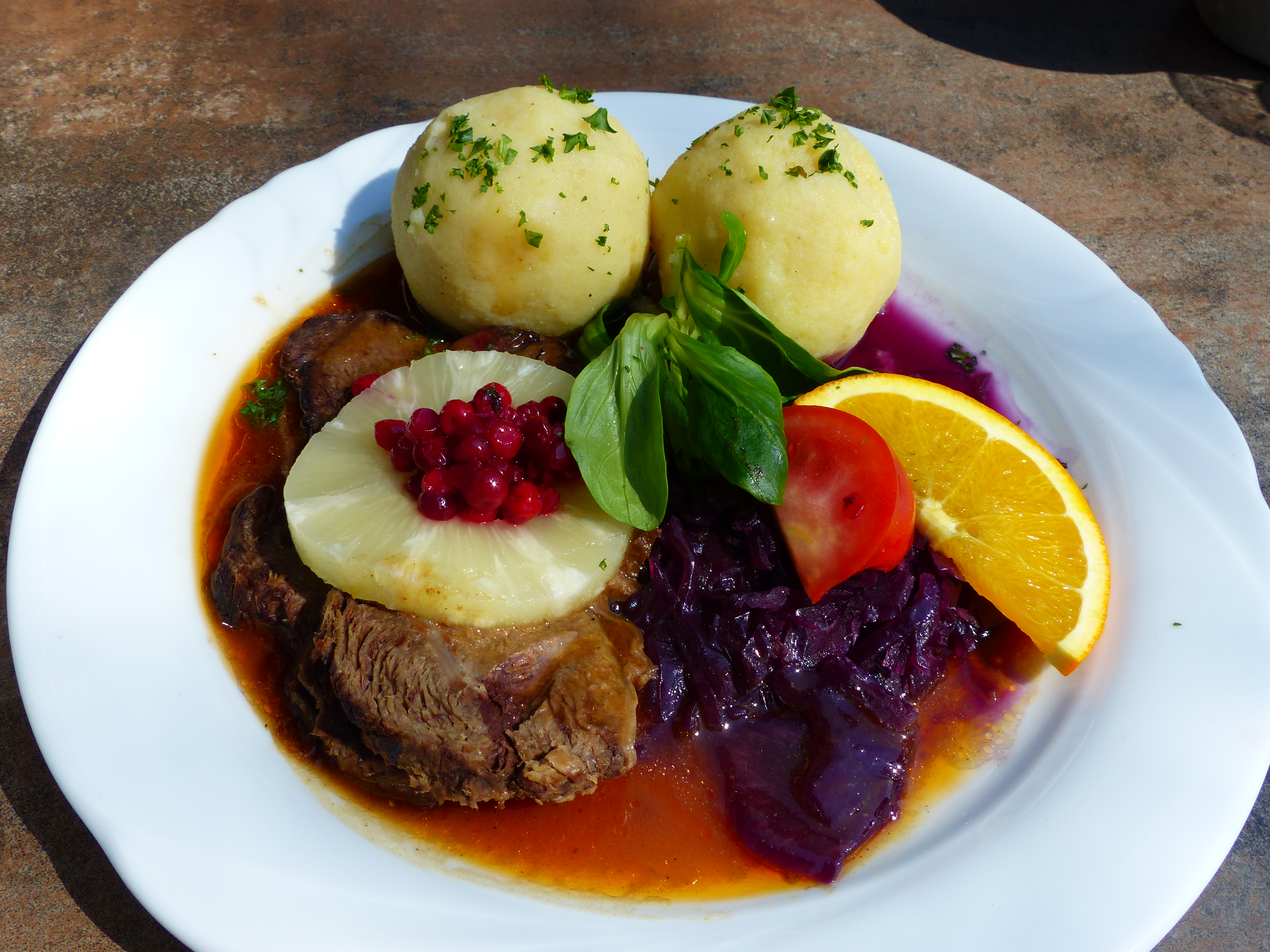
Hirschkeule mit Kartoffelklößen

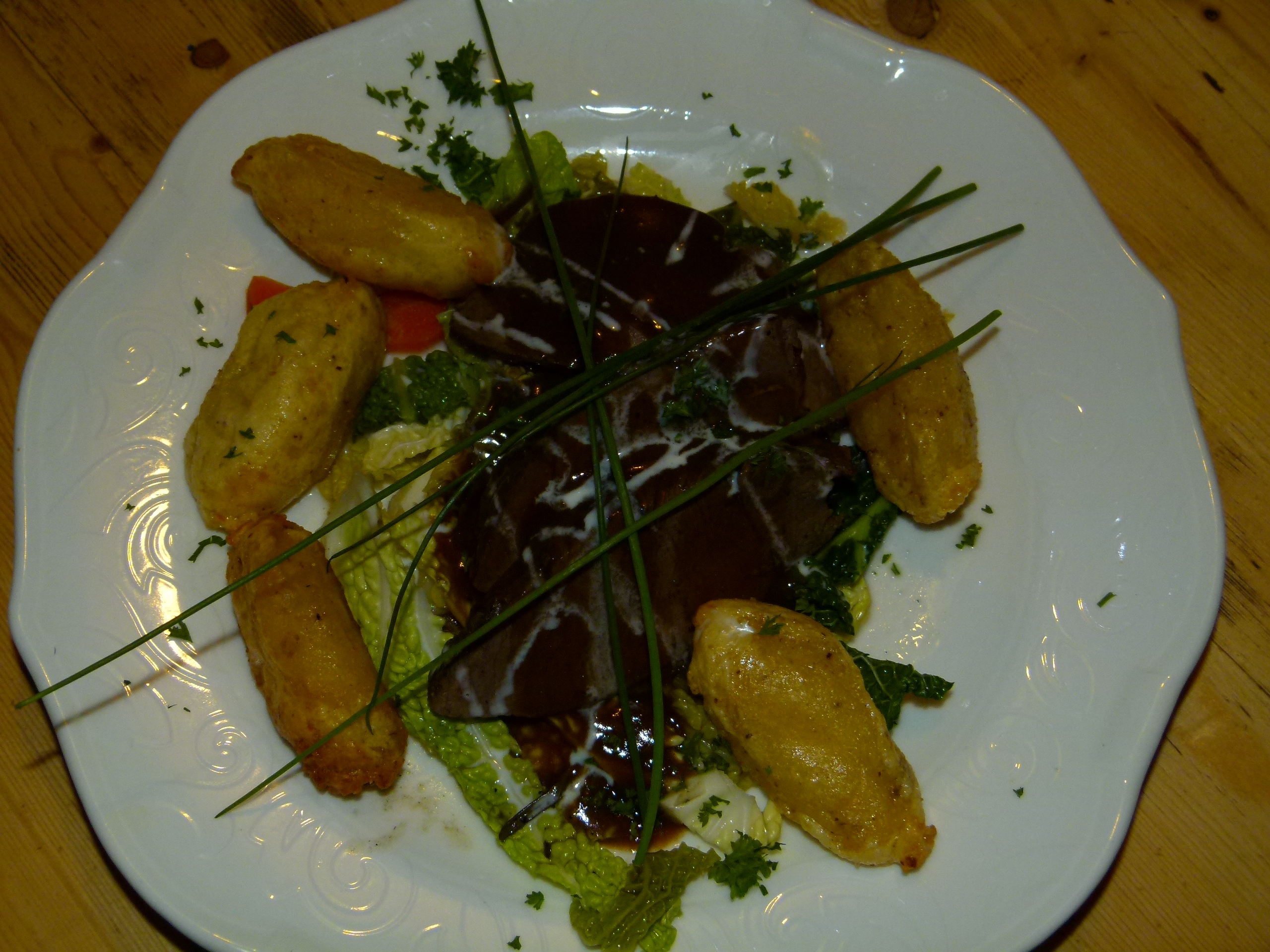
Hirschkeule mit Gemüse und Haselnusskrapfen

Hirschfleisch ist das Wildbret von Hirschen, die zu den jagdbaren Säugetieren gehören. In der Küche werden Jungtiere (Hirschkälber und Spießer) wie das Kalb aufgeteilt, ausgewachsene Tiere wie der Ochse. In vergangenen Jahrhunderten galt der Hirsch als der Braten der Reichen und war eine Zierde der Herrentafel. Es galt nicht alles als würdig, man verlangte oft nur den Rücken oder die Geilen (Hoden), die als Ragout serviert wurden. Ein Leckerbissen waren die sogenannten Hirschkolben des jungen Hirschgeweihs, die um den Johannistag etwa handhoch, zart und weich auf den Köpfen der Hirsche gewachsen waren. Im 16. bis 18. Jahrhundert war der Hirschkopf samt Geweih mit Silber und Gold überzogen die Zierde einiger Herrentafeln (Schauessen).

## Verwendung
Hirschfleisch ist dunkler als Rehfleisch und nur bei Tieren bis zum Alter von drei Jahren zart. Während der Paarungszeit (Brunft) hat es einen scharfen Geschmack.
Das Fleisch des Hirschkalbes wird allgemein wie das Rehfleisch behandelt, sein Rücken bzw. Ziemer wird oft im Ganzen gebraten. Oder das Sattelstück (Rücken) wird ausgelöst und als Hirschsteak, Hirschfilet und Hirschschnitzel verwendet.
Aus dem Hirschlendenbraten werden Schnitzel oder Medaillons geschnitten, diese werden noch plattiert.
Das Vordere des Hirsches (Fleisch vom Blatt, Hals, Brust) wird für Ragouts, Pfeffer, Rollbraten, Gulasch, Pörkölt verwendet.
Aus den ausgelösten Keulen wird der Hirschbraten zubereitet oder es werden Schnitzel geschnitten. Die entbeinte Hirschkeule kann auch im Denver-Schnitt (zu 7 bis 8 Muskelstücke portioniert) angeboten werden.

## Historische Spezialitäten
Hirschkolben des jungen Hirschgeweihs wurden blanchiert, in kaltem Wasser ausgelaugt, weich gekocht, gehäutet, in Scheiben geschnitten mit Zitronen und Trüffeln serviert. Oder mit Fleischsuppe zum Ragout gekocht.
Rumpolt verwies 1581 in seinem Kochbuch auf ungarische Hirsch-Rezepte, darunter auf das gebratene ungeborene Hirschkalb: „Kann’s einer fast mit Fleisch und Beinen essen, so mürb ist es.“ Das Rezept von 1719 des Conrad Hagger beschreibt die Zubereitung der Hirsch-Geil, gekocht, gehäutet, gesalzen und gewürzt auf dem Rost oder in der Pfanne gebraten.